# Agnieszka Skalniak-Sójka
Agnieszka Skalniak-Sójka, geborene Skalniak (* 22. April 1997 in Krynica-Zdrój), ist eine polnische Radrennfahrerin.

## Sportlicher Werdegang
Als Juniorin gewann Agnieszka Skalniak zwei Bronzemedaillen bei Weltmeisterschaften und gewann im August 2015 bei den Europameisterschaften in Tartu das Einzelzeitfahren. Außerdem wurde sie polnische Meisterin im Straßenrennen.
In den folgenden Jahren startete Skalniak für verschiedene Profi-Teams und konnte einen Etappensieg bei der Tour de Feminin – O cenu Českého Švýcarska erzielen, einem Rennen der Kategorie 2.2. Darüber hinaus landete sie bei polnischen Meisterschaften auf dem Podium, so wurde sie Dritte im Einzelzeitfahren 2017 und Zweite im Straßenrennen 2019.
2020 heiratete sie und nahm den Doppelnamen Skalniak-Sójka an. In den beiden folgenden Jahren trat sie für ein polnisches Team namens MAT Atom Deweloper an, das 2021 nicht international registriert war und 2022 unter dem Namen ATOM Deweloper Posciellux.pl Wrocław als UCI Women’s Continental Team lief. Mit diesem erzielte sie eine Reihe von Erfolgen, hauptsächlich bei Rennen der Kategorie 2.2, wobei sie von ihrer Stärke als Zeitfahrerin profitierte. Sie konnte zudem die polnischen Meisterschaften im Einzelzeitfahren gewinnen und mit der Belgium Tour auch ein Etappenrennen der Kategorie 2.1.
Zur Saison 2023 erhielt sie einen Vertrag bei Canyon//SRAM Racing, einem Team der höchsten Kategorie (UCI Women’s WorldTeam). Bei ihrem ersten Einsatz, der UAE Tour, gewann sie die Wertung der Zwischensprints. Im Juni wiederholte sie ihren Sieg bei den polnischen Meisterschaften im Einzelzeitfahren. Im Juli fuhr sie die Tour de France Femmes und wurde auf der sechsten Etappe nach einem langen Ausreißversuch als kämpferischste Fahrerin ausgezeichnet. Bei den Weltmeisterschaften 2023 kam sie im Einzelzeitfahren auf den siebten Platz.

## Erfolge
2014
 Weltmeisterschaften im Straßenrennen (Juniorinnen)
2015
 Europameisterin im Einzelzeitfahren (Juniorinnen)
 Polnische Meisterin im Straßenrennen (Juniorinnen)
 Weltmeisterschaften im Straßenrennen (Juniorinnen)
2018
eine Etappe Tour de Feminin – O cenu Českého Švýcarska
2019
 Mannschaftszeitfahren bei den Militärweltspielen 2019
2021
Gesamtklassement und eine Etappe Belgrade GP Woman Tour
2022
 Polnische Meisterin im Einzelzeitfahren
Gesamtklassement, drei Etappen und Punktewertung Gracia Orlová
Ladies Tour of Estonia
Gesamtklassement und Prolog Belgium Tour
Gesamtklassement, drei Etappen und Punktewertung Princess Anna Vasa Tour
Gesamtklassement, Prolog und Punktewertung Giro della Toscana Femminile
2023
 Polnische Meisterin im Einzelzeitfahren
2025
 Polnische Meisterin im Einzelzeitfahren